# Dolichopoda baccettii
Dolichopoda baccettii är en insektsart som beskrevs av Capra 1957. Dolichopoda baccettii ingår i släktet Dolichopoda och familjen grottvårtbitare. Inga underarter finns listade i Catalogue of Life.